# Ettore Ximenes
Pour les articles homonymes, voir Ximenes (homonymie).

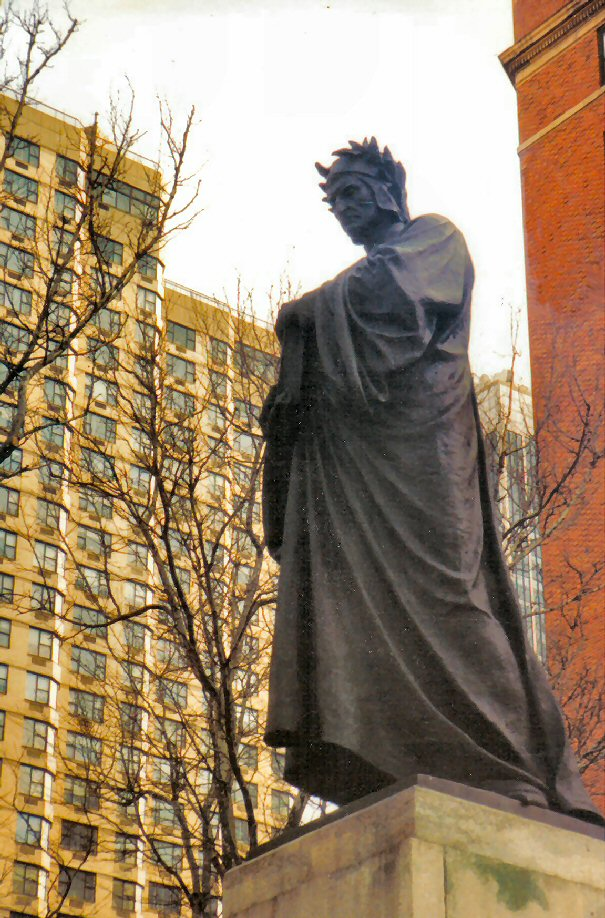
Première statue de Dante aux USA (près du Lincoln Center for the Performing Arts de New York).

Ettore Ximenes (né à Palerme, le 11 avril 1855 et mort à Rome, le 20 décembre 1926), est un sculpteur, un peintre et un illustrateur italien.

## Biographie
Ettore Ximenes, qui a initialement entrepris des études littéraires, se tourne vers la sculpture en suivant les cours à l'Académie des beaux-arts de Palerme.
Après 1872, il poursuit sa formation à l'Académie royale de Naples auprès de Domenico Morelli et de Stanislao Lista et fréquente assidument Vincenzo Gemito.
En 1874, il retourne à Palerme où il remporte un concours dont le prix, une bourse pour quatre ans, lui permet de continuer ses études à Florence.
En 1873, il expose à Vienne divers travaux considérés par la critique sans génie.
En 1877, à Naples, il expose une statue grandeur nature, intitulée L'Équilibre représentant un gymnaste marchant sur une sphère.
Il expose un stuc du Le Christ et la Femme adultère et Il cuore del re (Le Cœur du roi).
Lors de l'Exposition universelle de Paris de 1878 il présente  The Brawl et il Marmiton et il y rencontre Auguste Rodin et Jean-Baptiste Carpeaux.
Retourné en Italie, il réalise un stuc grandeur nature de Ciceruacchio, une statue du patriote italien Angelo Brunetti et de son fils âgé de treize ans, les représentant au moment de leur exécution par les troupes autrichiennes en 1849. La statue de Ciceruacchio n'a pas trouvé de commanditaire pour la réaliser en marbre.
Il réalise aussi une statue nue de Nana, d'après la description du roman de Émile Zola, exposée au Salon de Paris (1879).
L'année suivante, au Salon de Paris, il expose La Pesca meravigliosa, dans lequel un pêcheur sauve une jeune fille de la noyade.
De retour en Italie, il réalise le buste du ministre Giuseppe Zanardelli.
À la Mostra de Rome, il présente L'Assassinat de Jules César et, à l'exposition de Venise, Ragazzi messi en fila.
Le réalisme des premières œuvres de Ximenes fait ensuite place à des éléments du symbolisme et de la néo-Renaissance dans la veine artistique de la fin du XIXe siècle.
En plus de la sculpture, il réalise aussi des illustrations pour les œuvres de Edmondo De Amicis publié par la maison d'édition Treves.
À partir des années 1880 Ximenes participe à de nombreux projets monumentaux officiels en Italie, néanmoins, dès 1911, il consacre principalement son activité à d'importants travaux pour agrémenter des espaces publics à São Paulo, Kiev, New York et Buenos Aires.

## Sculptures

### Italie
À Rome :
- monument à Ciceruacchio (Angelo Brunetti)
- groupe en marbre Il Diritto (le droit) au Vittoriano
- Bronze quadrige, Cour de cassation, Rome[4]
- Peveragno, monument à Pietro Toselli, héros de Amba Alagi.
- Aquilée, grand groupe de Sacrifice dédié aux tombés à la guerre.
- Sarno, monument au sculpteur Giovanni Battista Amendola (it).
- Enna, monument à Napoleone Colajanni.
- Letojanni, monument au scientifique Francesco Durante
- Parme, monument à Giuseppe Verdi et monument à la Liberté
- S.A.R. Emanuele Filiberto di Savoia, duca d'Aosta, comandante della III Armata al fronte, bronze patiné
- Archer, bronze patiné
- Busto di gentiluomo (1880), marbre blanc
- Tête de guerrier, bas-relief, bronze patiné

### Russie
- Monument de l'empereur Alexandre II de Russie à Kiev (1911)
- Monument de Stolypine à Kiev (1913)

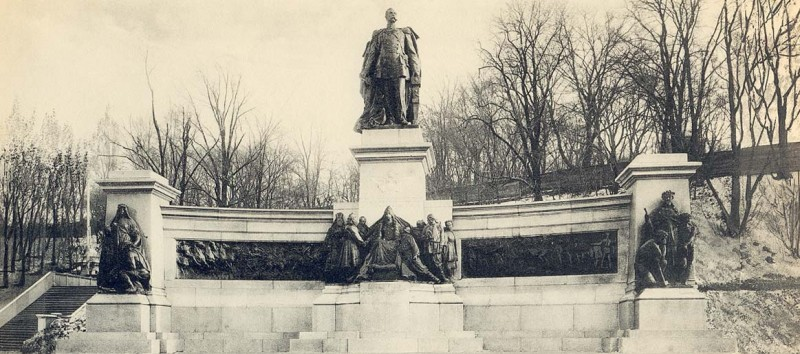
Alexandre II de Russie, 1911
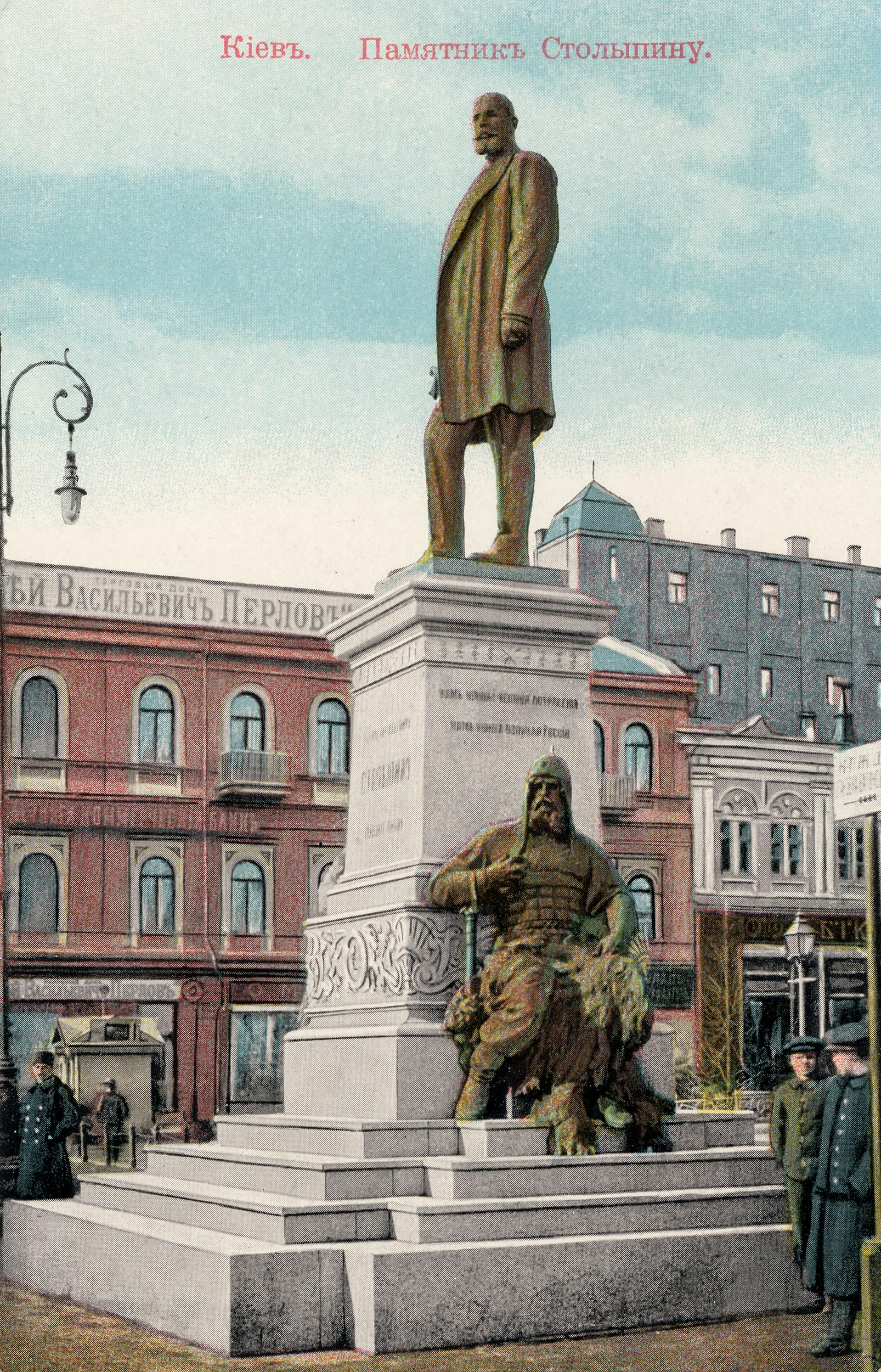
Stolypine, 1913

### États-Unis
- Giovanni da Verrazzano, Battery Park, Manhattan, New York, 1909[5]
- Monument à Dante, Dante Park au Lincoln Center for the Performing Arts, New York
  - copie de la statue de Dante au Meridian Hill Park, Washington (1921).

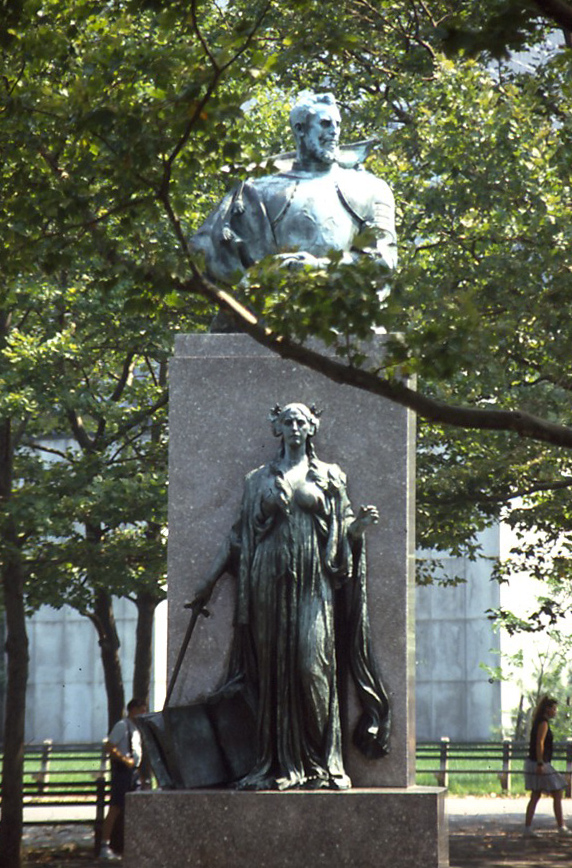
Verrazzano Monument, 1909
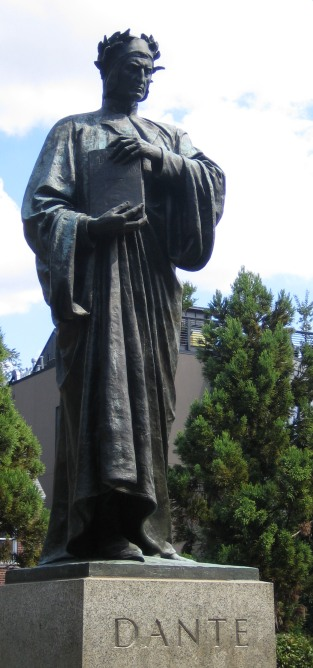
Dante, Washington, D.C.'s Meridian Hill Park
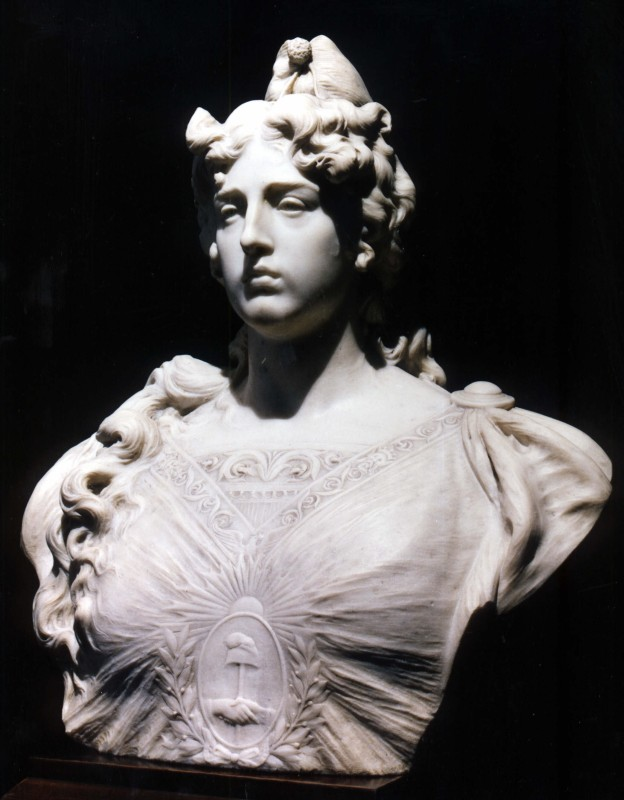
La repubblica Argentina, 1900

### Brésil
- Monument de l'Ipiranga, São Paulo
- Monument à l'amitié syro-libanaise, São Paulo

## Peintures

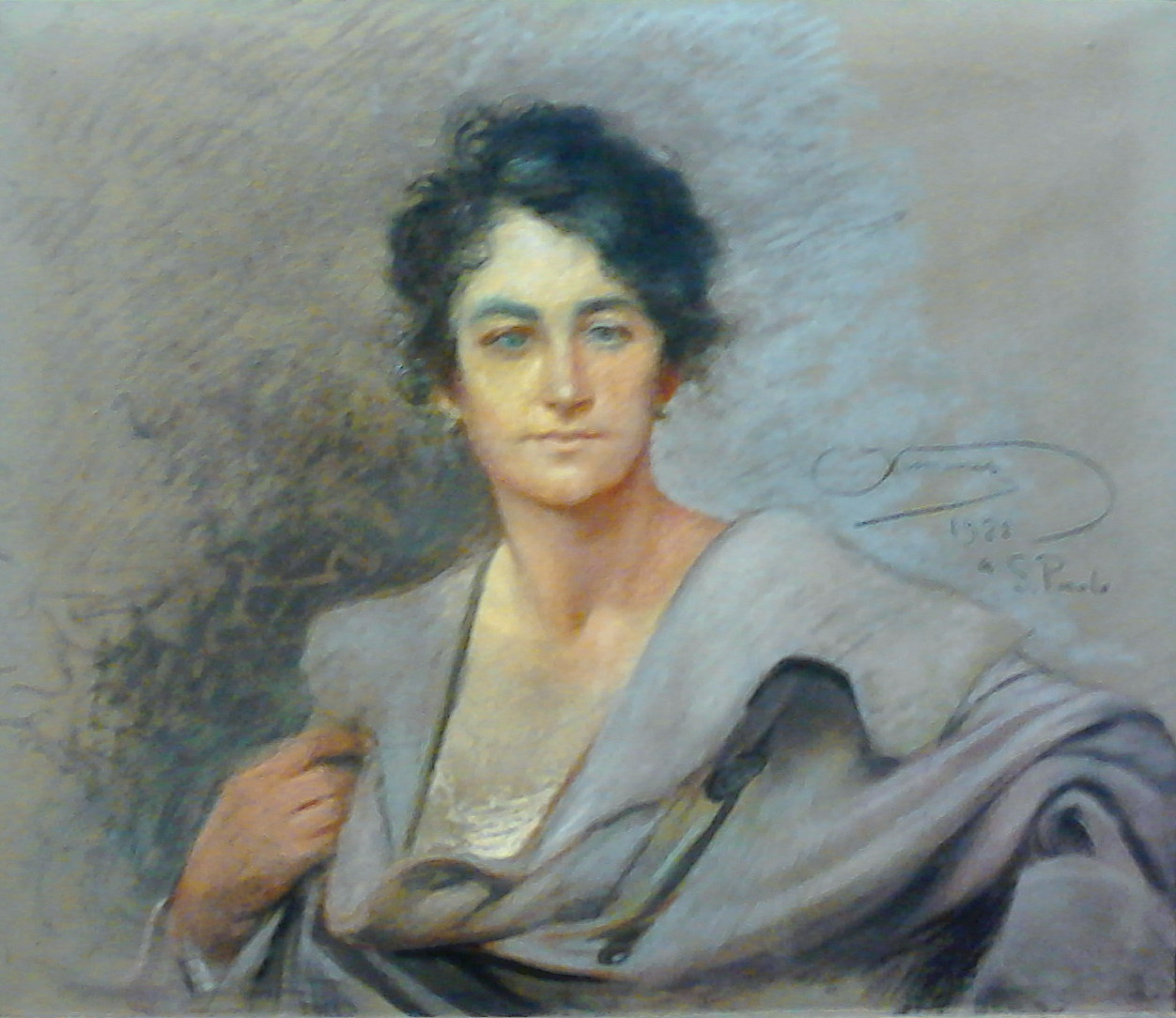
Portrait de Maria Fonzari.

- Portrait de Maria Fonzari (1922), pastel sur papier, 60 × 70 cm
- Le lac de Stresa (1896), huile sur toile
- Lavandières sur le bord d'un lac italien, huile sur toile, 16 × 25 cm
- Bergère sur le bord d'un lac italien (1903), huile sur toile, 16 × 25,5 cm
- Procession sicilienne, huile sur toile, 52,1 × 41,2 cm
- Paesaggio a Capri, huile sur toile, 23 × 52 cm
- Il fiocco rosso (1920) huile sur carton
- Ritratto di giovane donna (1915), tempera sur papier